# ユダヤの花嫁
『ユダヤの花嫁』（ユダヤのはなよめ、蘭: Het Joodse bruidje, 英: The Jewish Bride）あるいは『イサクとリベカ』（蘭: Isaak en Rebekka, 英: Isaac and Rebecca）は、オランダ黄金時代の巨匠レンブラント・ファン・レインが1665年から1669年に制作した絵画である。油彩。絵画はアムステルダム市が所有しており、現在はアムステルダム国立美術館に貸与されている。レンブラントを代表する傑作の1つであり、同美術館によると画家の最晩年の作品で、細部が隠された背景に対して、親密な抱擁をする男女を静かに描写している。
フィンセント・ファン・ゴッホは1885年に友人とともに『ユダヤの花嫁』を見たとき、深い感銘を受けて次のように述べている。「あなたは信じるでしょうか、仮に乾いたパン１枚の食べ物があり、この場所に14日間座ることができるなら、私は10年の人生を失っても惜しくはないと、心から言います」。さらにゴッホはその年の10月に弟テオに次のように書いた。「なんて親密で、果てしない共感を引き起こす絵だろう」。
美術史家は、物思いにふける静けさ、保護的で親密な手の身ぶりで表現される2人の恋人の間の愛情と献身といった、鑑賞者の想像力に訴える絵画の多くの特徴を指摘している。

## 作品
絵画は男性と女性が親密に抱き合っている様子を描いている。絵画の中の人物はこの男女だけである。男性は右手を女性の胸に当てており、同時に左手を彼女の左肩に回している。女性は自らの胸に置かれた男性の右手に左手を優しく重ねている。そして右手を自身の下腹部に当てている。 これらの身ぶりは絵画の持つ感情的および物理的な核心を決定している。

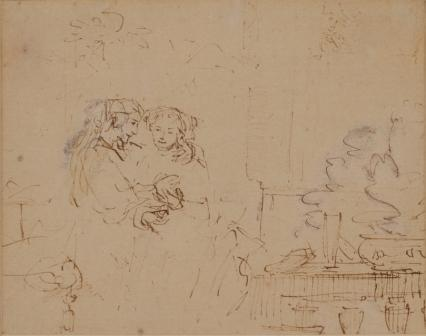
準備習作。個人蔵。

アメリカ合衆国の個人コレクションに属している素描は本作品の準備習作と考えられている。これは男性の膝の上に座っている女性とのカップルを描いており、背景には手すりの植物や同様の他の建築学的な背景も見える。X線撮影を使った科学的な調査によると、レンブラントはもともと絵画の中で女性を男性の膝の上に座らせることを意図していたことを示している。素描の右側には2人を見ている男性の顔が確認できるが、これは完成した絵画では欠けている細部である。素描と絵画が『旧約聖書』「創世記」のアブラハムの息子イサクとその妻リベカの表現であるという印象を美術史家に与えるのはこの男である。「創世記」26章によると、この夫婦は飢饉によってアビメレク王が支配するペリシテ人の地に逃げることを余儀なくされた。イサクは美しいリベカを欲したペリシテ人の男たちに殺されることを恐れていたので、リベカの兄弟のふりをした。イサクから話を聞いたアビメレクは罰しはせず、ただ警告しただけであり、イサクとリベカの安全を保障した。
しかし、絵画の最もよく知られているタイトル『ユダヤの花嫁』は文字通りに解釈されるべきではない。彼女がユダヤ人であったかどうかは定かではなく、憶測に過ぎない。レンブラントは彼ら夫婦を『旧約聖書』の人物であるイサクとリベカとして描かれた可能性があり、ジョナサン・ビッカー（Jonathan Bikker）はこれが事実であったかもしれないと信じている。そのような肖像画はレンブラントの時代には珍しくはなく、イサクとリベカは婚約や結婚式で贈られるメダルにしばしば登場した。当時、結婚披露宴の際に印刷されたオランダのパンフレットにも登場した。

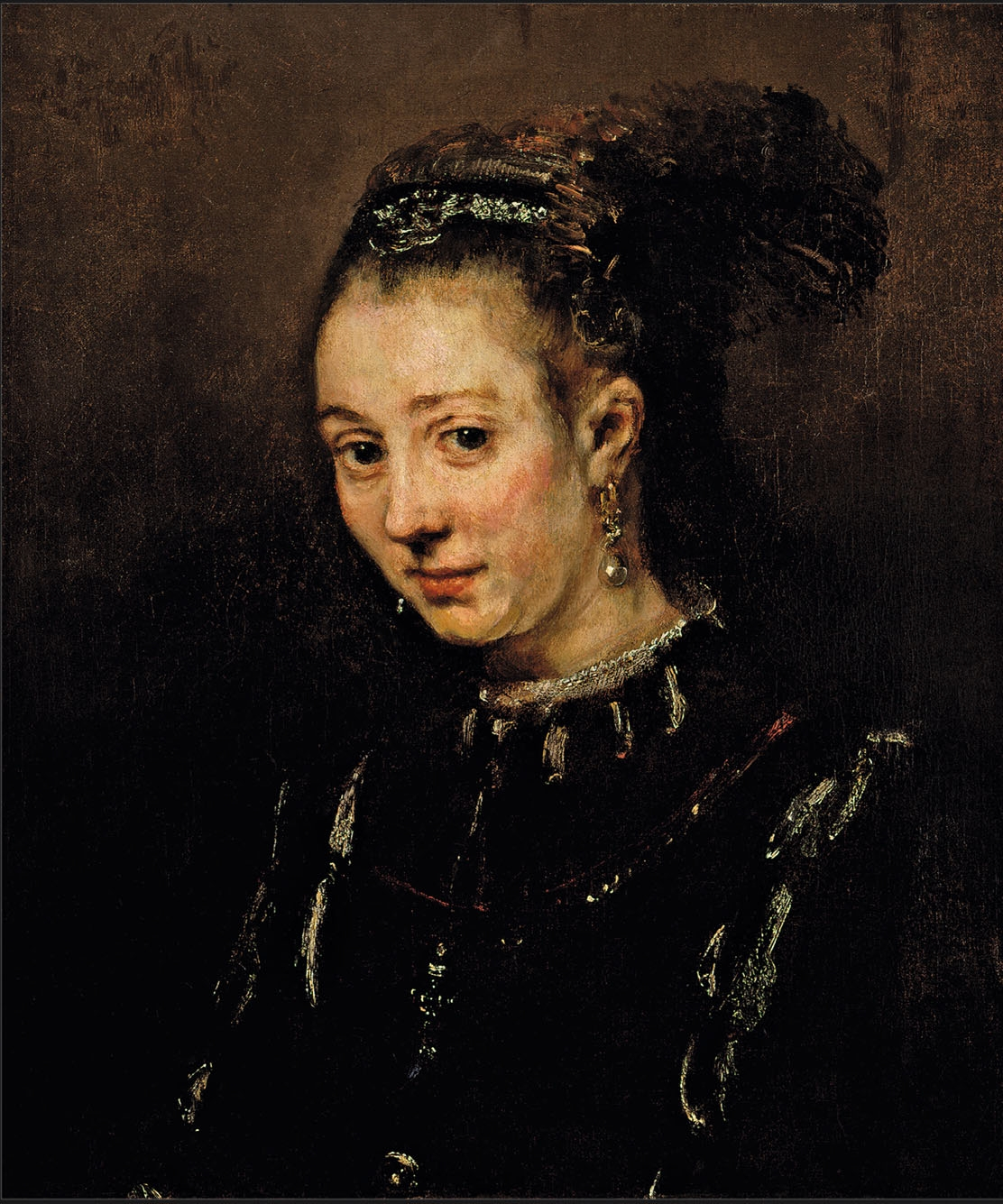
ティトゥス・ファン・レインの妻マグダレーナ・ファン・ルーの肖像。モントリオール美術館所蔵。

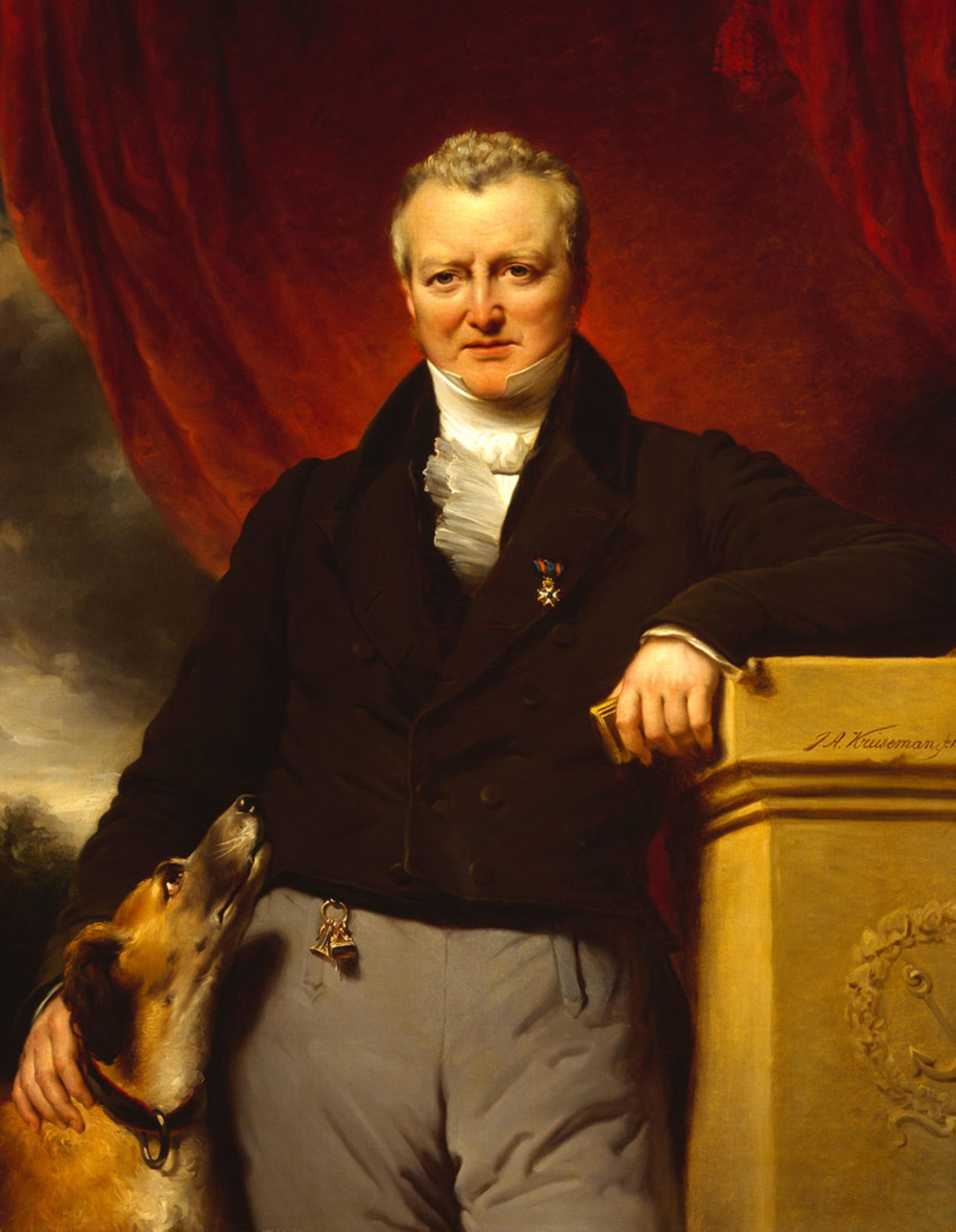
本作品を所有したアドリアーン・ファン・デル・フープ。死後、彼のコレクションはファン・デル・フープ博物館で展示された。

多くの美術史家は絵画の男性に1668年にマグダレーナ・ファン・ルー（Magdalena van Loo）と結婚したレンブラントの息子ティトゥス・ファン・レインを見ている。1929年、ジャック・ツワルツ（Jac. Zwarts）は1662年に結婚したユダヤ人の詩人ミゲル・デ・バリオスとアビゲイル・デ・ピナ（Abigail de Pina）と考えた。一方、マールテン・ウルフベイン（Maarten Wurfbain）は、1668年にエリザベト・ファン・スワーネンブルフ（Elisabeth van Swanenburg）と結婚したバルトロメウス・ヴァイヨン（Bartholomeus Vaillant）である可能性を示唆している。この2人は現在知られている最も古い所有者とされるクリスティアーン・エーヴェルハルト・ヴァイヨン（Christiaan Everhard Vaillant, 1746年-1829年）の先祖である。

## 制作年代
絵画の画面右下に「Rembrandt f.[ecit] 16[..]」と署名されている。制作年については、美術史家ゲイリー・シュワルツは1662年、エルンスト・ファン・デ・ウェテリンクは1665年、クリスティアン・トゥンペルとマールテン・ウルフベインは1666年としている。2014年、アムステルダム国立美術館で開催された後期レンブラント展では1665年頃に位置づけられた。2016年6月、アムステルダム国立美術館は公式ウェブサイトで1665年から1669年の間とした。1669年はレンブラントが死去した年である。

## 技術
『ユダヤの花嫁』は当時の絵画の多くの慣習に反している。ほとんどすべてのディテールが背景で欠落している。そして滑らかに描くことが流行した時代でも、レンブラントは彼が知っている方法に忠実であり続けた。レリーフ彫刻のように厚く塗られた絵具はしばしばパレットナイフで塗られ、真珠や宝石を立体的に見せている。手の爪は塗装されていない。それによって達成される曖昧さは動きと身振りを示唆している。
雄黄（ヒ素の硫化鉱物）はイサクの袖の影に用いられた。この有毒な黄色の顔料は油彩画ではめったに使用されなかった。ペースト状の軽い部分は、鉛錫黄、黄土色、鉛白と混合された。

## 来歴
1825年、ヴァイヨンは競売で作品をロンドンの美術商ジョン・スミス（John Smith）に5,000ギルダーで売却した。このときのオークションカタログによると「アムステルダムのムッシュ・ヴァイヨンのコレクション」に由来するとある。もとの所有者はおそらくクリスティアーン・エーヴェルハルト・ヴァイヨンである。ジョン・スミスはそれを1828年5月2日にロンドンのスタンレーのオークションハウスでロット番号67「エフタと彼の娘」として競売にかけた。その後、作品は420ポンドで保留され、スミスは絵画を買い戻している。彼は最終的に1833年7月に画家・美術商のアルベルトゥス・ブロンズゲースト（Albertus Brondgeest）を通じてオランダのコレクター、アドリアーン・ファン・デル・フープに6,825ギルダーで売却した。フープが1854年に死去すると、その翌年に絵画はフープのコレクションとともにアムステルダム市に遺贈された。アムステルダム市は最初に1855年から1885年までファン・デル・フープ博物館（Museum Van der Hoop）に収蔵し、1885年6月30日にアムステルダム国立美術館に貸与した。

## ギャラリー

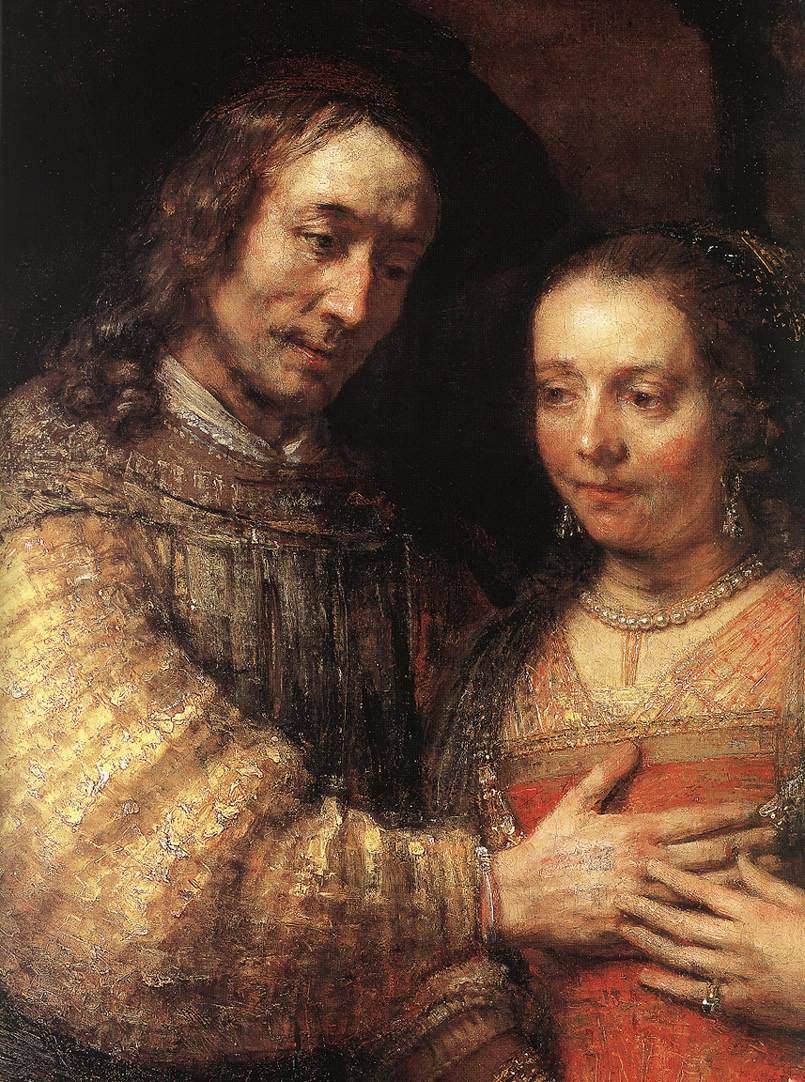
男性と女性の表情。
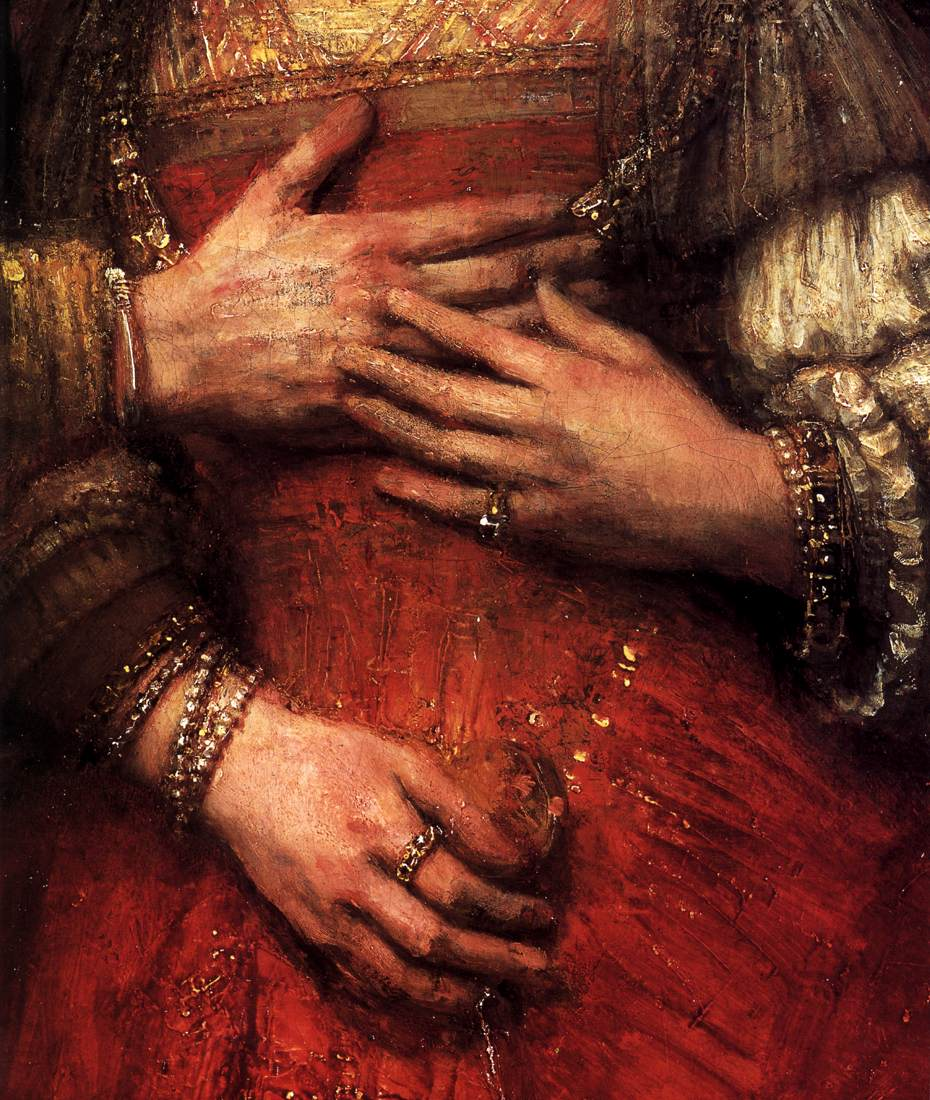
愛情を想像させる身振り